# Hanish
Hanish másképp Ha'nish, vagy Otto Hanisch, O. Z. A. Hanish, teljes, felvett nevén Otoman Zar-Adusht Ha'nish, születési nevén Ernst Otto Haenisch (1856. vagy 1866. december 19. – 1936. február 29.) német  származású polihisztor: vallásmozgalmi alapító, költő, tanár, filozófus, előadó, kertész. Legismertebb tevékenysége talán a mazdaznán rendszerezése és elterjesztése. De ténykedése az élet minden területére kiterjedt: reformokat indítványozott az orvostudományban, ismerte a természetes gyógymódokat, tanította a kozmosszal és a természettel harmóniában lévő életmódot, jártas volt a filozófiában, a földművelésben, a kertészetben, a biológiában, az ásványtanban, a régészetben, a történelemben, a zenében, a csillagászatban, a teológiában, az üzleti életben, a pszichológiában és még számtalan egyéb tudományban.

## Neve
A 20. század elején vette fel az Otoman Zar-Adusht Ha'nish nevet.
A nevében levő Zar-Adusht inkább egy rang jelölője, aminek jelentése kb. "a Béke és az Igazságosság hercege".

## Életpályája
Életét titkok lengik körül, mert magánéletének egyes eseményeit nem tartotta olyan fontosságúnak, hogy tudassa és ő maga is „ködösített”. 

### A legenda
Sok forrás a saját állítása után 1844-es, iráni, teheráni születéssel jelöli meg. Maga azt mondta, hogy teheráni orosz nagykövet apa és egy nemesi származású, német anya gyermekeként látta meg itt a világot.
Képtelen állításokkal „Az élet templomá”-nak nevezett turáni kolostort, míg mások egy „Kiválasztottak közössége” névre hallgató tibeti kolostort nevezik a tanulmányai helyszínéül. Ezek azt is mondták, hogy Zarathusztrát tisztelő édesanyja először egy odesszai őskeresztény elveken nyugvó johannita kolostorba küldte a fiát tanulni.
E szerint az ifjút 21 éven át képezte mestere, Abu Kula, aki atyja helyett atyja volt, és akiről a százéves öregek azt mesélték, hogy már az ő fiatalkorukban is aggastyánnak számított. Állítólag azon kiválasztott mesterek közé tartozik, akik birtokában vannak az életerő uralásának és az öregedési folyamatok lelassításának. Tanulmányait befejezvén Hanish elhagyta a tökéletes békét és harmóniát biztosító kolostort, hogy az emberek szolgálatára legyen. Útban a nyugati világ felé két súlyos hajóbalesetet is szenvedett, de mindkettőt szerencsésen túlélte. Ezt követően orvosként dolgozott, számtalan európai városban tanult, több világ körüli utat is szervezett, majd az USA-ban egy „Nap Rend” néven ismert csoportnál telepedett le. Ettől kezdve teljes mértékben mások megsegítésének szentelte az életét.

### A valóság
A valóságot tekintve a német származású férfi gyönyörű mítoszt teremtett maga körül. Otto Bracke braunschweigi közjegyző és ügyvéd leleplező írásában bizonyította, hogy egy egyszerű német családban született Poroszországban, és nem az általa megjelölt 1844-ben, hanem 1866 decemberében. Hanish később nem próbálta tagadni ezt az állítást. 
Más források szerint 1856-ban, Lipcsében született. Családjával 1880 körül hajózott át Amerikába, majd több éven át feltehetőleg Milwaukee-ban, a 19. századi német bevándorlók kedvelt városában élt.
Ami biztosabb, legalább 1890 óta az Egyesült Államokban élt. 
Azt is állították, hogy néhány évet Utah-ban töltött juhászként, majd Salt Lake Cityben nyomdászatot tanult, ahol úgy tűnik, a mormon Ú.N.Sz.J.K. közösséghez csatlakozott. A csoporttal való konfliktusa után dönthetett úgy, hogy megalapítja a saját mozgalmát. 1890 körül létrehozta az első mazdaznán központot Chicagóban (Mazdaznan Peace Center).
Állítólag (!) 1900 körül doktorált az orvostudományból (M.D.) és előadásokat tartott a vegetáriánus táplálkozásról és a vastagbél tisztításáról.
Upton Sinclair szerint az Illinois állambeli Mendotában élt és pályafutása változatos elfoglaltságokat foglalt magában. Azt is állították róla, hogy csatlakozott a Keresztény Katolikus Apostoli Egyházhoz.
1900-tól Chicagóban élt. Hanisch és követője, David Ammann 1908-ban Mazdaznan in Germany címmel folyóiratot adott ki, amely filozófiával, testneveléssel és táplálkozási gyakorlatokkal foglalkozott. A magazin megjelenését követően felvette az Otoman (Zar-Adusht) Ha'nish nevet. 1917-től zömmel Los Angelesben élt.
Többször emeltek vádat ellene, s bár mindig felmentették, művét számtalan fontos dokumentumával együtt elkobozták. Idős korában is fáradhatatlanul dolgozott. Utolsó éveiben több európai és amerikai előadókörutat is szervezett. Utolsó napjaiban gyakran hangoztatta: „Többet nem tehetünk a földhöz ragadt lelkekért. Mentsétek a saját lelketeket!” 
Los Angelesben, 1936-ban halt meg.

## Publikációk
Hanisch számos könyvet adott ki, több könyvben foglalta össze az általa tanítottakat – például A bölcsesség könyvében, az Újjászületéstanban, a Mirigytudományban, a Táplálkozástanban, illetve az Ainyahita gyöngyszemeiben. 
- Inner Studies: A Course of Twelve Lessons, 1902
- Ainyahita, die Köstlichste perle von Tibet; eine Uralte, im Morgenland bekannte Sage. (németül) (Mazdaznan-verlag, D. Ammann, 1911)
- Ainyahita in pearls (Mazdaznan press, 1913) – Ainyahita gyöngyszemei
- Avesta in song (O.Z. Hanish, 1909)
- Mazdaznan Atmungs- und Heilkunde. (németül) (Mazdaznan-Verlag, 1909)
- Mazdaznan encyclopaedia of dietetics and home cook book; cooked and uncooked foods, what to eat and how to eat it ... (Mazdaznan publishing company, 1904, 1905, 1909)
- Yehoshua Nazir; Jesus the Nazarite; life of Christ (Mazdaznan Press, 1917) – misztikus írások a Názáreti Jézusról
- Mazdaznan Health and Breath Culture, 1914
  - True story of Jesus Christ entitled Yehoshua Nazir. (Mazdaznan Call, 1935)
- Ever Creative Thought, 1931
- The philosophy of Mazdaznan, derived completely from the works of Dr. Otoman Zar-Adusht Hanish. (Mazdaznan Press, 1960)

### Magyarul
1945 előttiek
- Mazdaznan táplálkozás és főzés (Madary Károly; O. Z. A. Hanish előadásai és írásai nyomán; Budapest: Rózsavölgyi, 1926; Világosság Ny.)
- Mazdaznan önismerettan (Dr. O. Z. Hanish előadásai és irásai nyomán írta Madary Károly; Temesvár: Mazdaznan Életművészet, 1929)
- Mazdaznan újjászületéstan (O. Z.-A. Hanish ; [németből] ford. Szikszay Géza, Mazdaznan, 1929)
- Mazdaznan kézi szakácskönyv (O. Z. A. Hanish nyomán írta Siposné Gregorius Mária; Temesvár, Mazdaznan Élettudomány, 1920-as évek)
- Mazdaznan: légzésgyakorlatok (O. Z. A. Hanish; [ford.] Szikszay Géza, Budapest: Ács Ny., 1934)
- Mazdaznan-öngyógymód (O. Z. A. Hanish után írta Szikszay Géza, Budapest, Nagy Vince Ny., 1942)

1990 utániak
- Mazdaznan: az egészséges bél (O. Z. A. Hanish alapján [összeáll. és átd. ... G. Schröder és ... H. Trautwein ; [ford. Miše Darko]; Dunakeszi, Mazdaznan Munkaközösség, cop. 2005)
- Mazdaznan, a víz életelixír: a Mazdaznan desztilláltvíz-kúra (O. Z. A. Hanish; [... ford. és ill. Trautwein Tímea]; Dunakeszi : Mazdaznan Munkaközösség, 2005)
- Mi a Mazdaznan és mit nyújt számomra? (Otomar Zar Adusht DR. Hanish; 2009)
- A mirigyrendszer és jelentősége a testünk számára és a mirigygyakorlatok a Mazdaznan mirigytudományból (O. Z. Hanish és Arthur Buschmann után átd. Jens Trautwein; kiad. a Mazdaznan Munkaközösség, 2016)